# Der Knabe in Blau
Der Knabe in Blau (Alternativtitel: Der Todessmaragd) ist (vermutlich) der erste Film von Friedrich Wilhelm Murnau. Der Film aus dem Jahr 1919 wurde möglicherweise nie öffentlich gezeigt und galt als verschollen, bis im Bundesarchiv-Filmarchiv 35 kurze Fragmente (ca. 18 Meter) des Films identifiziert wurden. Der Film gilt daher als fragmentarisch erhalten und größtenteils verschollen.

## Handlung
Thomas von Weerth, der letzte Nachkomme einer alten, verarmten Adelsfamilie, lebt mit einem alten Diener in einem romantischen verfallenen Schloss, das von tiefen Gräben umgeben ist.
Im Schloss hängt ein Porträt eines seiner Vorfahren, welches einen Knaben in Blau zeigt. Thomas, dessen Züge denen des gezeigten Vorfahren ähneln, glaubt daran, die Wiederverkörperung des Knaben in Blau zu sein. Immer wieder steht er betrachtend vor dem Bild, auf dem auch ein berühmter Smaragd zu sehen ist, den der Ahn auf der Brust trägt. Schließlich sucht er überall im Schloss nach dem Stein, der, weil er seinem Träger stets Unheil brachte, von einem anderen Vorfahren irgendwo versteckt worden ist.
Eines Abends schläft Thomas vor dem Bild ein und träumt davon, wie der Knabe aus dem Bild steigt und ihn zu dem Versteck hinführt. Als er aufwacht und in dem angegebenen Versteck nachsieht, findet er dort wirklich den Smaragd. Der alte Diener bittet ihn vergebens, den Stein, der Unglück bringen soll, wegzuwerfen, doch Thomas ignoriert die Warnungen und behält den Edelstein bei sich.
Eines Tages kommt eine Truppe herumreisender Schauspieler zum Schloss. Thomas verliebt sich in eine schöne Zigeunerin, aber diese und der Hauptmann der Truppe bekommen ihn in ihre Gewalt und nehmen ihm alles, was er noch besitzt; schließlich brennt sogar das ganze Schloss nieder. Dabei wird auch das Bild zerstört, und der Smaragd des Knaben wird gestohlen.
Nach langem Siechtum findet Thomas schließlich durch die selbstlose Liebe einer schönen Schauspielerin wieder zu Genesung und Glück.

## Stil
Murnau wurde von dem berühmten Bild The Blue Boy des englischen Malers Thomas Gainsborough inspiriert, das sich damals noch in einer Privatsammlung in England befand. Dieses Bild wurde später in anderen Filmen als Thema aufgegriffen.
Im Gegensatz beispielsweise zu Fritz Lang, der mit seinen Filmen wie Metropolis bewusst die sich entwickelnde Großstadt als Thema aufgriff, bevorzugte Murnau ländliche bäuerliche Themen. Anders als in den späteren Heimatfilmen zeigt Murnau aber das Leben von einer düsteren, schwermütigen Seite. Das ländliche, aber schicksalhafte Leben als Thema wird später von Murnau unter anderem in den Filmen Der brennende Acker und Die Austreibung wieder aufgegriffen.
Einen ähnlichen Film drehte Murnau zwei Jahre später mit Schloß Vogelöd.

## Produktionsnotizen
Es war der einzige Spielfilm des Schauspielers Ernst Hofmann. Seine Ehefrau schrieb das Drehbuch unter dem Pseudonym Edda Ottershausen und übernahm unter dem Namen Hedda Kemp eine Rolle in dem Film als Landstreicherin.
Gefilmt wurde in den Studios der Saturn Film AG in der Großen Frankfurter Straße 106 in Berlin sowie in der Wasserburg Vischering bei Lüdinghausen. Die Bauten stammen von Willi A. Herrmann.
Der Film hatte eine Länge von Akten auf 1.580 Metern, ca. 77 Minuten. Die Reichsfilmzensur erteilte dem Film lediglich ein Jugendverbot am 7. April 1921 (Nr. 1793).
Warum der Film vermutlich nicht weiter verbreitet wurde, ist nicht bekannt.

## Rezeption
Es gibt keine erhaltene öffentliche Rezension zu dem Film; die obige Handlung stammt aus dem Buch „Murnau“ von Lotte Eisner. Murnau selbst gab an, dass ihm nicht bekannt sei, ob der Film in einem öffentlichen Kino aufgeführt wurde.